# 名井九介
名井 九介（みょうい きゅうすけ、1869年6月14日（明治2年5月5日） - 1944年1月23日）は、北海道庁初代勅任技師。工学博士。公益社団法人土木学会第20代会長、名誉会員、勲三等。雨竜電力株式会社顧問。土木学会初代主事。

## 概要
北海道庁初代勅任技師として土木関係での北海道開発に功績が多い。主なものとして北海道庁旧本庁舎（北海道庁赤れんが）の正面にある道庁前携わる。

## 来歴
- 1869年 - 5月5日生誕。
- 1892年 - 帝国大学（現：東京大学）土木工学科卒業。内務省に入省。
- 1894年 - 土木監督署技師に就任。
- 1905年 - 内務技師に就任。
- 1908年 - 欧米各国へ出張。帰国後、名古屋土木出張所、東京土木出張所に勤務。
- 1918年 - 北海道庁勅任技師に就任。
- 1920年 - 石狩治水所長に就任。
- 1927年 - 退官。
- 1929年 - 東京高等工学校（現：芝浦工業大学）校長に就任。
- 1932年 - 公益社団法人土木学会第20代会長に就任。1933年退任。
- 1936年 - 名誉校長に就任。
- 1942年 - 校長に再任。
- 1944年 - 1月23日没。

## 栄典
- 1915年（大正4年）4月20日 - 従四位[2]
- 1920年（大正9年）5月10日 - 正四位[3]

## エピソード
- 北海道庁旧本庁舎（北海道庁赤れんが）の正面にある道庁前イチョウ並木は、北3条通が完成した翌年に北海道庁初代勅任技師として指導し、植樹された。